# 新四军江北指挥部纪念馆
新四军江北指挥部纪念馆，位于安徽省合肥市庐江县汤池镇。1939年5月新四军在庐江县东汤池成立江北指挥部，1939年7月整编后指挥部部分机关迁至肥东县青龙厂褚老圩（现有新四军第四支队东进抗日纪念馆），1940年3月指挥部完全撤离至定远县藕塘。1994年庐江县人民政府决定在汤池镇兴建指挥部纪念馆，2005年重建。纪念馆建筑面积约1000平方米，院内有叶挺、张云逸、徐海东、邓子恢、罗炳辉、赖传珠6位新四军及江北指挥部领导人的塑像。2015年列入第二批国家级抗战纪念设施、遗址名录。